# Peperomia pubinervosa
Peperomia pubinervosa är en pepparväxtart som beskrevs av William Trelease. Peperomia pubinervosa ingår i släktet peperomior, och familjen pepparväxter. Inga underarter finns listade i Catalogue of Life.